# 1811 au Bas-Canada
Cet article traite des événements survenus en 1811 au Bas-Canada. 

## Événements

### Janvier
15 janvier: première liaison en diligence entre Québec et Boston en passant par le Chemin Craig.

### Mai
31 mai: Sir George Prevost devient gouverneur du Canada (fin en 1815). La faveur qu'il témoigne aux Canadiens français provoque le mécontentement de la minorité britannique.

### Novembre
7 novembre: Bataille de Tippecanoe entre américains et amérindiens. Victoire américaine. Le chef Tecumseh va par la suite établir une alliance avec les britanniques du Canada.

## Naissances
- 9 février : François-Xavier Lemieux, homme politique.
- 11 février : Moïse Houde, homme politique.
- 11 mars : John Young, homme d'affaires et homme politique.
- 16 août : Luc-Hyacinthe Masson, médecin et homme politique.
- 6 octobre : Marie-Rose Durocher, sœur religieuse.
- 15 octobre : Barthélemy Pouliot, homme politique.
- 2 décembre : Jean-Charles Chapais, homme politique et Père de la Confédération.
- 3 décembre : Olivier Robitaille, médecin et homme d'affaires.
- Alexander Bertram, chef pompier à Montréal.

## Décès

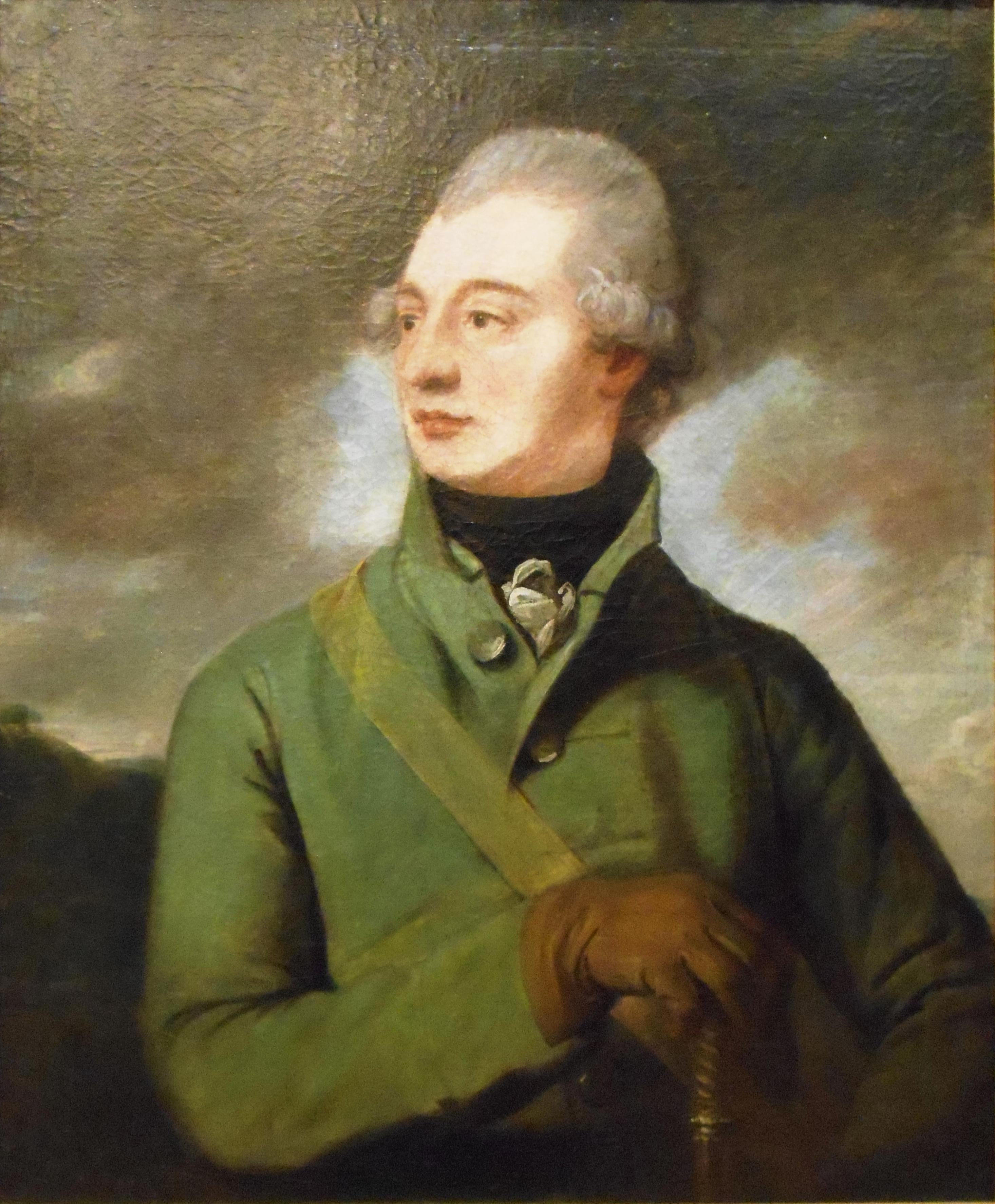
Charles-Louis Tarieu, chevalier de La Naudière

- 31 août : Louis Antoine de Bougainville, militaire français en Nouvelle-France.
- 2 octobre : Charles-Louis Tarieu de Lanaudière, seigneur, militaire et fonctionnaire.